# Dan Dittmer
Dan Axel Dittmer, född 7 oktober 1953 i Göteborg, är en svensk målare.
Dittmer studerade vid Konstfackskolan i Stockholm samt vid Hovedskous målarskola och Valands målarskola i Göteborg innan han studerade vid Konsthögskolan i Stockholm 1974-1980. Separat har han ställt ut i bland annat Stockholm och Göteborg. Hans konst består av bildkonst i olika media med såväl abstrakta som realistiska motiv. 
Dittmer är också verksam som porträttmålare.
Dittmer är representerad i Statens konstråd och representerad vid Göteborgs kommun samt en rad landsting och kommuner runt om i landet. Dan Dittmer är son till trafikingenjör Einar Dittmer som skapade den första halkbanan i Sverige "Stora Holm" (före detta Volvos testbana)